# Человек, который сажал деревья (мультфильм)
«Человек, который сажал деревья» (фр. L'homme qui plantait des arbres) — канадский короткометражный мультфильм-аллегория 1987 года, созданный Фредериком Баком по мотивам одноимённого рассказа французского писателя Жана Жионо, опубликованного в 1953 году. Занимает 44-е место в списке «50 величайших мультфильмов» по версии американского историка анимации Джерри Бека.

## Сюжет
История начинается в 1910 году. Молодой человек в одиночку совершает долгое путешествие по высотам в древнем районе Альп, врезающимся в Прованс (Франция). Он доходит до скалы, где росла лаванда. Герой замечает гору, на которой находится покинутый городок, и ему пришло в голову, что там должен быть либо колодец, либо фонтан. В этой безлюдной местности не было воды, всё было сухо.
Он ходит по пустыне и замечает вдалеке тёмную фигуру, которую герой воспринял как пень, однако когда он приблизился, герой понял, что это был пастух, имя которого было Эльзеар Буффье. Эльзеар даёт герою попить воды из своей бутылки, а затем черпает воду с колодца. Герой с Эльзеаром приходит в его каменный дом, где на котле варится суп. Он угощает героя супом, а затем просит табак, однако пастух отказывает ему, говоря что он не курит. Они сразу договорились, что ночь герой проведёт у пастуха.
Пока герой курил трубку, пастух достаёт мешок, кладёт его на стол и высыпает из него жёлуди. Он тщательно изучает каждый жёлудь, отделяя хорошие жёлуди от плохих. Затем они пошли спать. На следующий день он просит пастуха остаться ещё на день, на что тот согласился. Пастух выходит из дома и выгоняет стадо овец на пастбище, но перед этим он положил в ведро с водой мешок с хорошими желудями.
Пастух оставляет стадо на своего пса, поднимается к герою, и он предлагает ему пойти с ним. Он прошёл 200 метров, и поднявшись вверх, пастух начал выкапывать небольшие ямки, в которые он кладёт жёлуди, а затем засыпает их, чтобы посадить дубы.
После обеда Эльзеар Буффье рассказывает герою свою историю: когда-то у него была ферма и семья, состоящая из его жены и сына. Сначала Эльзеар потерял своего сына, а затем и свою жену. Он решает исправить положение, выращиванием десяти тысяч дубов по всей земле.
Эльзеар и герой расстаются, а затем в 1914 году начинается Первая мировая война, и его мобилизуют на пять лет. Войну заканчивает он с крошечной премией его демобилизации и огромным желанием вдохнуть свежего воздуха. В 1920 году герой идёт в безлюдное место, за которым он заметил туман. Он также заметил, что Эльзеар Буффье сменил профессию с пастуха на пчеловода, потому что овцы губили его посадки, и его огромный дубовый лес.
В последний раз герой навещает Буффье в 1945 году, после окончания Второй мировой войны. Человек, сажавший деревья, ушёл из жизни в 1947 году, когда он лежал в банонском хосписе.

## Создатели
- Сценарист, режиссёр, продюсер, художник-мультипликатор: Фредерик Бак
- Исполнительный продюсер: Юбер Тисон
- Композитор: Норман Роже[англ.]
- Монтажёр: Норберт Пикеринг
- Звукорежиссёры: Мишель Декомб, Андре Ганьон
- Операторы: Клод Лапьер, Жан Робийяр
- Ассистент мультипликатора: Лина Ганьон
- Рассказчик: Филипп Нуаре

## Награды
- Премия «Оскар» за лучший короткометражный мультфильм (1988)
- Гранд-при на Международном фестивале анимационных фильмов в Анси (1987)
- Приз зрительских симпатий и Специальный приз жюри на Международном фестивале короткометражного кино в Клермон-Ферране (1988)
- Награда за лучшую анимацию на Кинофестивале в Тампере (1988)
- Главный приз и победитель на Всемирном празднике анимации (1987)
- Главный приз и Приз зрительских симпатий на Международном фестивале анимации в Оттаве (1988)
- Гранд-при на Международном фестивале анимации в Хиросиме (1987)